# マラボン
マラボン (フィリピン語: Lungsod ng Malabon) は、フィリピンのマニラ首都圏の都市である。2010年の人口は約35.3万人。
マニラの真北に位置する居住と産業の市で、人口密度は首都圏で最も高い市の1つである。面積は15.714km2である。マラボンは、カローカン、ナヴォタス、ヴァレンズエラと共にマニラ首都圏のCAMANAVA地区を成す。カローカンと南～東で、ナヴォタスと西で、ヴァレンズエラと北で接する。北西はブラカン州のオバンドである。

## 歴史
「マラボン」という名称は、伝説では「マラミン・ラボン」(多くの筍)から来ている。元々は「タンボボン」と呼ばれていた。
1599年5月21日、Augustinian friarsが発見した。 
1627年 - 1688年、トンド州の司法に従っていた。
1851年、ラ・プリンセサ・タバカレラが設立された。スペイン王が所有するフィリピン煙草会社の傘下だった。
1878年、マラボン砂糖会社が設立された。フィリピンで製糖する先駆けだった。これによりマラボンは経済的に重要な町になった。
1882年、ラ・インデペンデンシア新聞がマラボンで初めて印刷された。

1901年6月11日、マラボンは新設されたリサール州に組み込まれ正式に自治体になった。

その後マラボンはナヴォタスと合併した。

1906年1月16日、ナヴォタスから分離した。初代市長はVicente Villongcoだった。
1975年11月7日、マニラ首都圏に編入された。
2001年4月21日、市に昇格した。
前市長で2012年に職務中に亡くなったティト・オレタの時代に、11階建のマラボン市役所や、オレタ・スポーツ複合施設等の重要な近代建築が建設された。

## 地理
マラボンはフィリピンで最も人口密度が高い都市の1つである。標高の低い平地が多く、よく洪水が起きる。特に高潮や豪雨、川やダムの決壊の際に顕著である。CAMANAVAの4都市はトゥラハン川等で相互接続されている。この地区では川を船が通り、川釣りが主要産業だった。広く深い川程水質は良く、多くの種類の魚が獲れた。米や野菜は川岸で栽培された。しかし、農地は工場に変わり、何千人もが無断居住するようになってしまった。近年洪水が回数・規模の両面で深刻化している。川岸に住む住民が最も被害を受ける。川は浅く狭くなり、水の許容量は減少した。雨の回数も増え、洪水は川岸を越え人口密集地まで襲うようになった。

## 交通
北ルソン高速道路が通過する。
フィリピン国鉄のガバナー・パスカル駅は現在の通勤列車の北端駅になっている。

## 宗教
- ローマ・カトリック：マラボンはカローカン司教管区に所属する。約80%の住民の信仰を集める。
- フィリピン独立教会
- バプテスト教会
- Jesus the Living Stone International Assembly of God
- キリスト教会
- Members Church of God International
- Jesus Is Lord Church
- 安息日再臨派

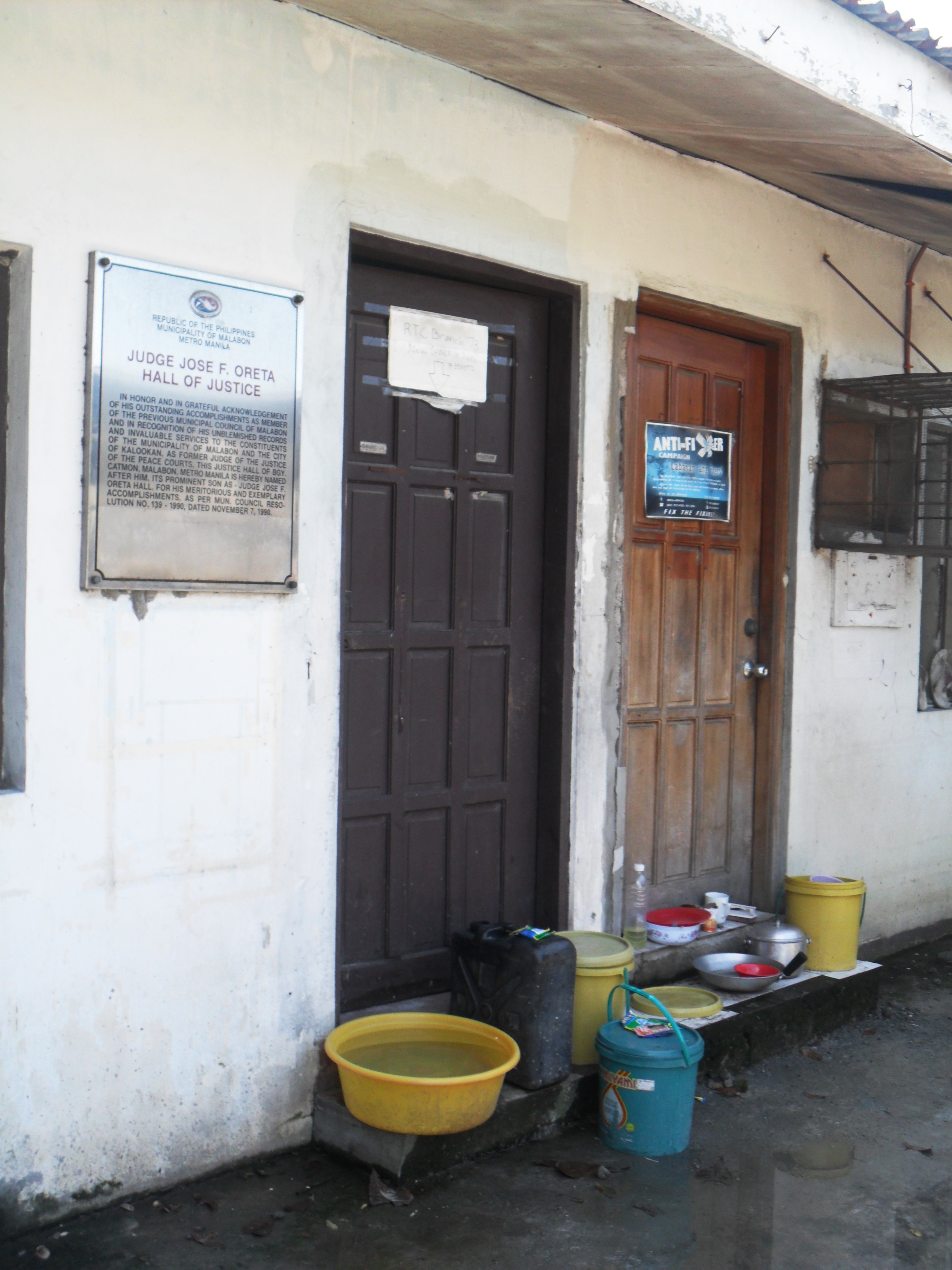
Jose F. Oreta Hall of Justice Courts, Br. 73 & Br. 74, (presided by now SC Justice Bienvenido L. Reyes from 1990-2001) RTC (Catmon)
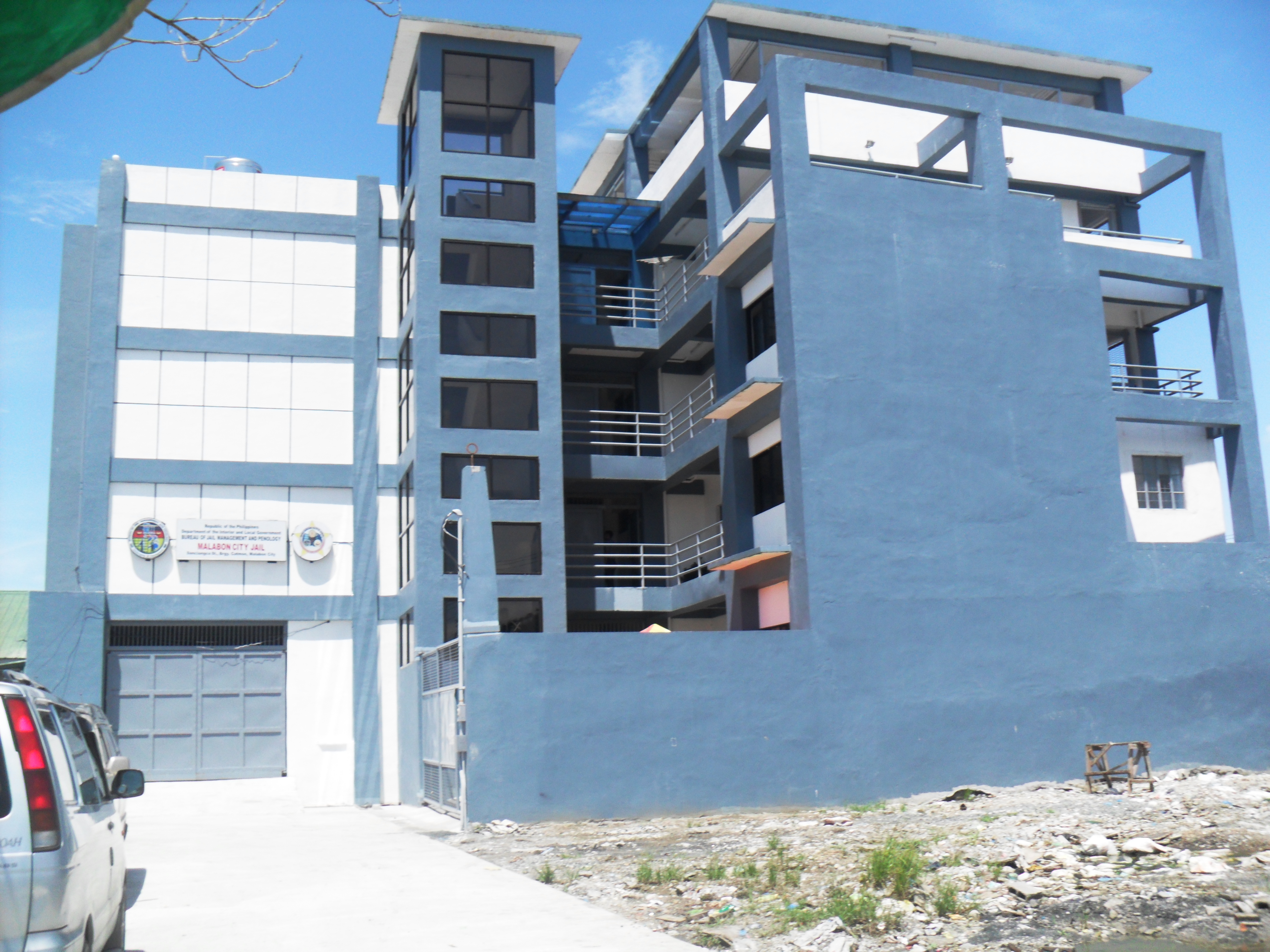
Malabon City Jail, Bureau of Jail Management and Penology (Catmon)
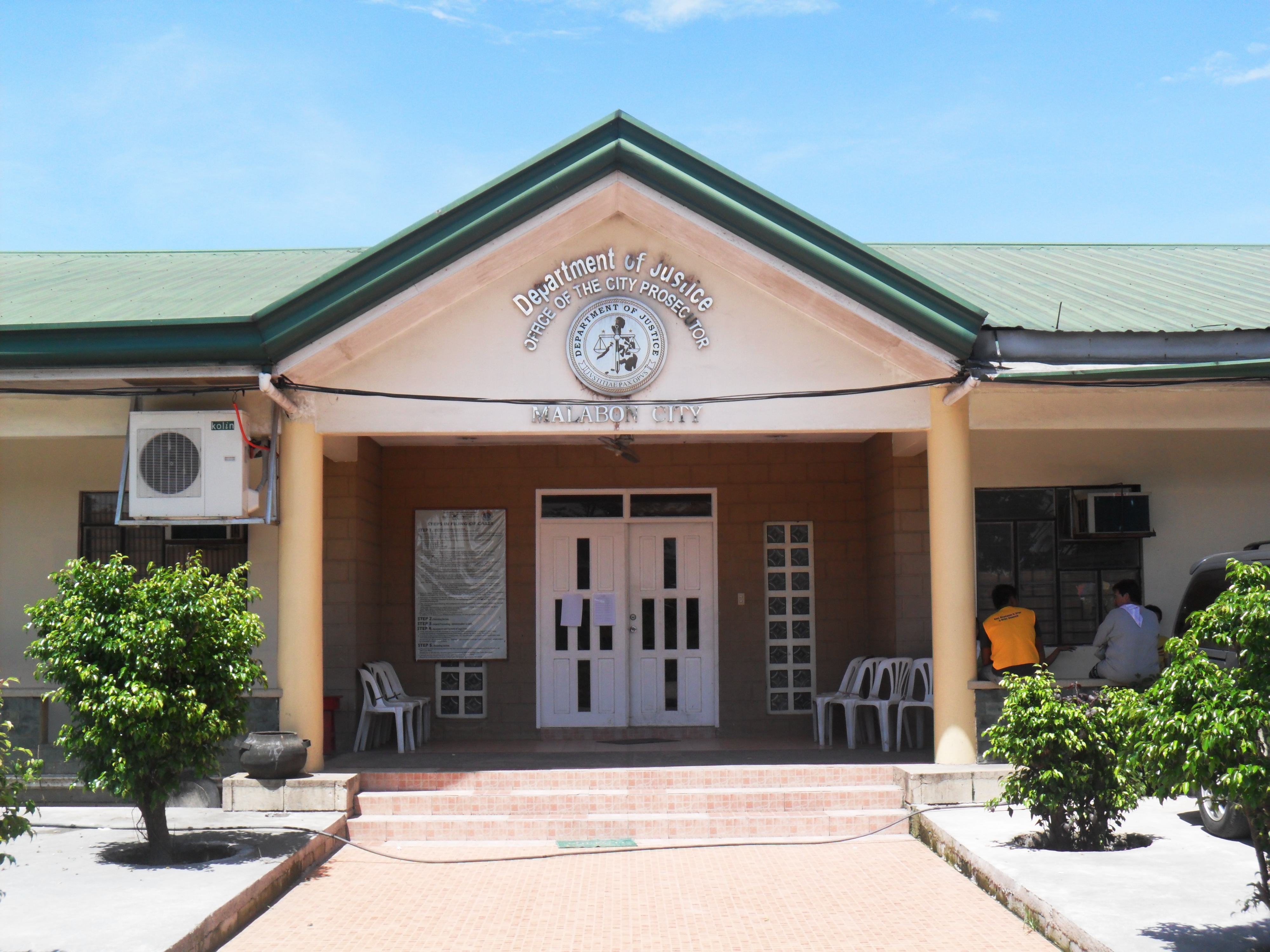
Office of the City Prosecutor (Catmon)
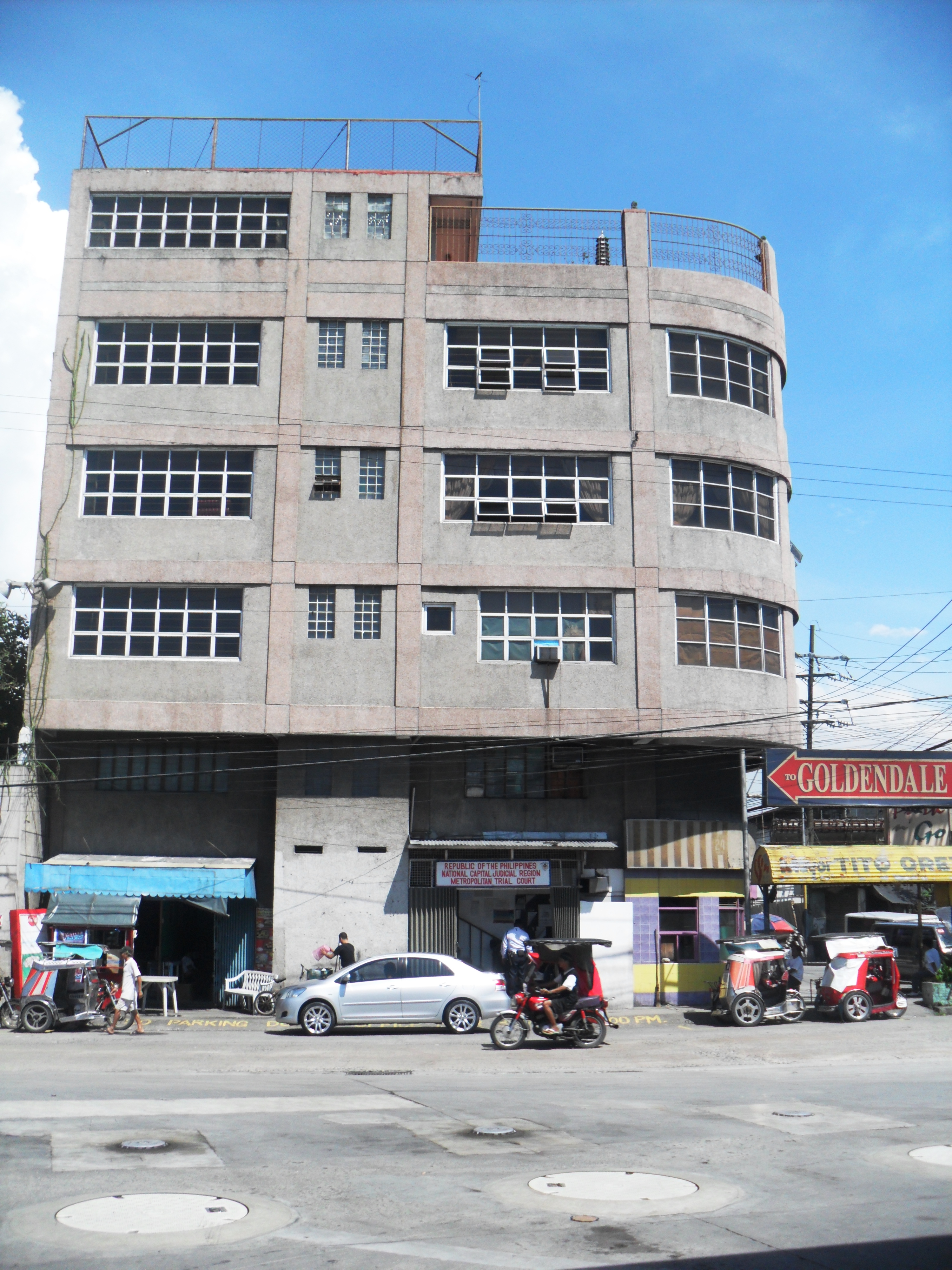
Halls of Justice Building, Br. 55 & Br. 56, Metropolitan Trial Courts of Malabon City & Navotas (Golden Dale Subdivision, Tenejeros)
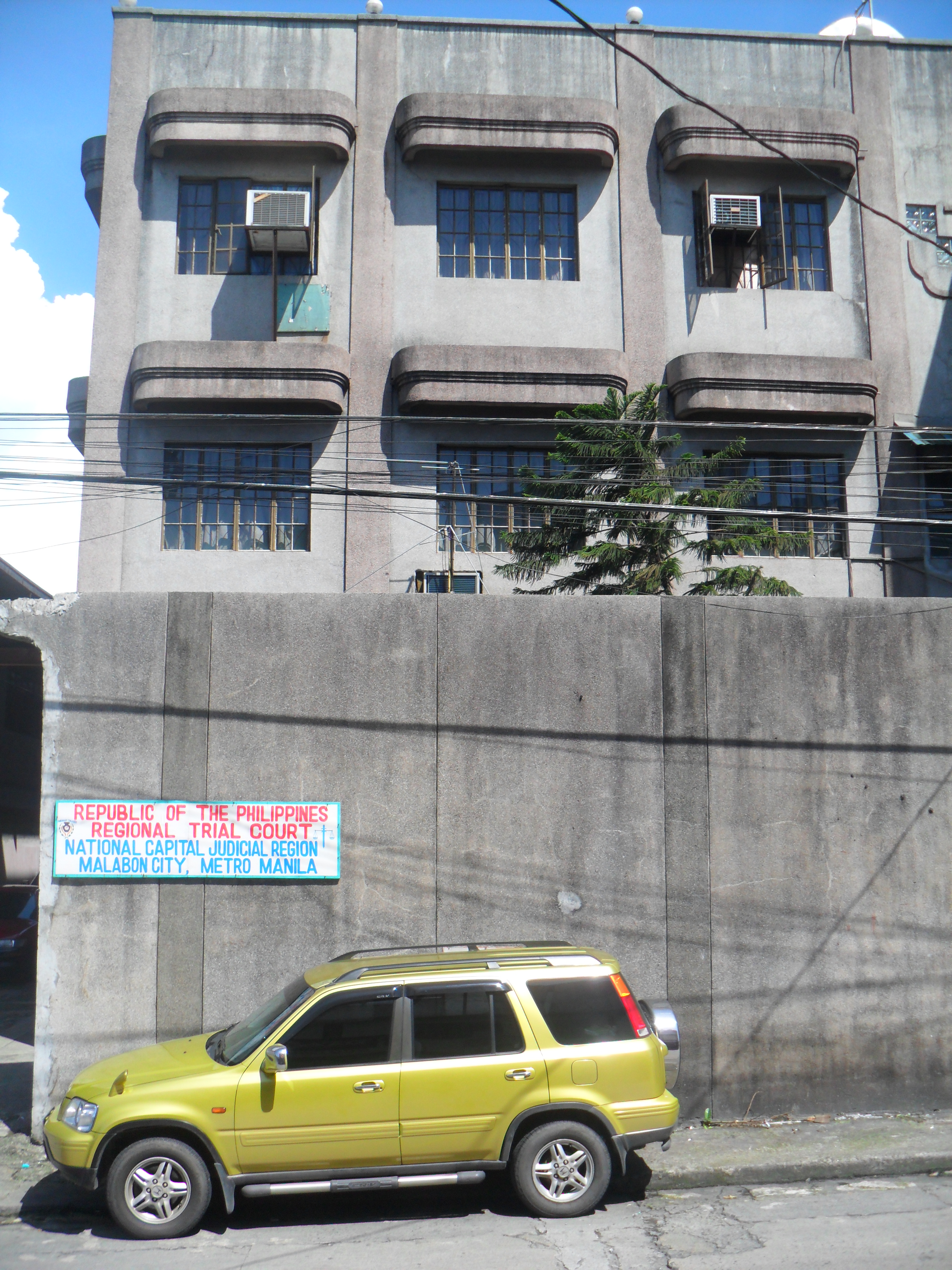
Halls of Justice Building, RTC, Brs. 72, 73, 74, 169, 170 & Office of the Clerk of Court (Tenejeros)
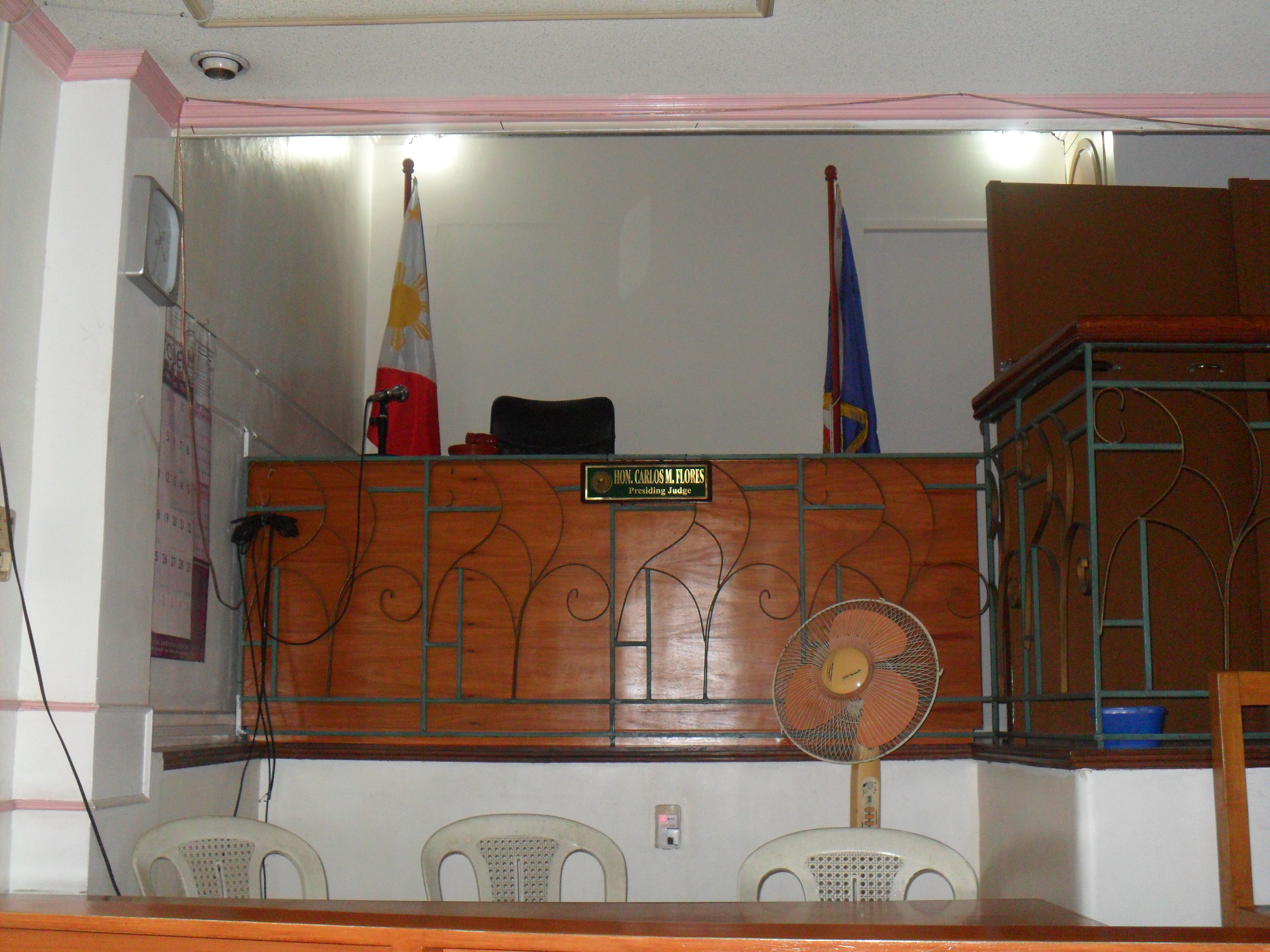
Court room, sala of Br. 73, RTC (presided by Hon. Carlos M. Flores)

## 姉妹都市
- ナヴォタス(フィリピン・マニラ首都圏)
- パラニャーケ(フィリピン・マニラ首都圏)
- ケソン(フィリピン・マニラ首都圏)
- 秋田市(日本・秋田県)
- 台北(台湾)